# 東北生活文化大学高等学校
東北生活文化大学高等学校（とうほくせいかつぶんかだいがくこうとうがっこう）は、宮城県仙台市泉区虹の丘一丁目にある私立高等学校。運営は学校法人三島学園。通称は「生文」（せいぶん）もしくは旧校名であり、学校法人名を取った「三島」（みしま）。

## 概要
かつては女子校であったが、2003年度より校名を三島学園女子高等学校から東北生活文化大学高等学校に改称するとともに、男女共学となった。学費が安いなどのこともあり、共学化以降は定員超えになる事が多い。

## 沿革
- 1900年（明治33年）10月 - 三島駒治・よし夫妻により、仙台市東三番町に東北女子職業学校開校（後に東北女子実業学校）。
- 1948年（昭和23年）4月 - 三島学園女子高等学校として仙台市清水小路に開校。
- 1974年（昭和49年）11月 - 現在の校地に新築移転[1]。校舎A棟・B棟・クラブ室・体育館・プール・エネルギーセンター竣工。
- 1979年（昭和54年）10月 - 80周年記念棟竣工。
- 1983年（昭和58年）12月 - 新校舎C棟竣工。
- 1993年（平成5年）- 平成4年度美術コース卒業生より体育館内に校歌歌詞パネルを制作、贈呈。
- 2000年（平成12年）10月 - 学園創立100周年記念式典挙行、100周年記念棟竣工。
- 2002年（平成14年）4月 - 三島学園女子高等学校最終期生入学式。
- 2003年（平成15年）4月 - 東北生活文化大学高等学校と改称、東北生活文化大学高等学校第1期生入学式、男女共学開始、新制服制定。
- 2005年（平成17年）3月 - 三島学園女子高等学校最終期生卒業式。
- 2005年（平成17年）4月 - 完全男女共学化。
- 2006年（平成18年）3月 - 東北生活文化大学高等学校第1期生卒業式。
- 2009年（平成21年）11月 - 新校舎D棟竣工。
- 2010年（平成22年）10月 - 学園創立110周年記念式典挙行。
- 2011年（平成23年）3月 - 平成22年度卒業生一同より校舎内エアコン贈呈　全校舎エアコン完備。
- 2012年（平成24年）12月 - 第2体育館完成。

## 学科
- 全日制課程
  - 普通科
    - 未来創造コース
    - 保育コース
    - 進学コース
    - 看護医療コース

  - 商業科
    - 情報ビジネスコース
    - 進学ライセンスコース

  - 美術・デザイン科

2年次からは選択コースとなっている。

## 所在地
- 仙台市泉区虹の丘一丁目18番地

同じ敷地内に、東北生活文化大学および東北生活文化大学短期大学部がある。

## 部活動の成績
- 野球部

2年目にして公式戦初勝利
- ライフル射撃部

平成28年度 全国高等学校ライフル射撃競技選手権大会出場
国民体育大会東北・北海道ブロック大会 兼 東北総合体育大会ライフル射撃競技大会出場 宮城県ビームピストル少年女子代表 遠藤梨奈
- ソフトボール部

第39回宮城県高等学校選抜ソフトボール大会   優勝
第23回宮城県私立高等学校女子ソフトボール大会   優勝
第31回仙台市高等学校女子ソフトボール選手権大会   優勝
第9回あゆ杯争奪東北高校女子選抜ソフトボール大会   優勝
第52回宮城県高等学校新人ソフトボール大会   優勝
第23回全国高等学校女子ソフトボール選抜大会   出場
- 演劇部

2009年宮城県高校演劇地区大会　優秀賞「ぼくの（わたしの）演劇部成長記録［改訂版］　作：演劇部」
- サッカー部

第58回全国高等学校総合体育大会サッカー競技宮城県大会  準優勝

## 著名な出身者
- 永谷真衣 - ソフトボール選手